# Francis Rocco Prestia
Francis "Rocco" Prestia (født 7. marts 1951 i Sonora, Californien, USA, død 29. september 2020) var en amerikansk bassist, der bl.a. spillede i funk- og soulbandet Tower of Power. Rocco var med i bandet siden begyndelsen i 1968.
I 1999 udgav han et soloalbum Everybody on the Bus.
Han benyttede stilen "finger-style funk", som han selv udviklede. Han producerede en film, hvor han instruerede stilen til andre bassister. I filmen, der har titlen Fingerstyle Funk, optræder hele Tower of Power også.
Decemberudgaven 1997 af magasinet Bass Player Magazine er prydet af Roccos billede, og i bladet er en stor artikel med bassisten.